# Scyllarus rugosus
Scyllarus rugosus är en kräftdjursart som beskrevs av H. Milne-Edwards 1837. Scyllarus rugosus ingår i släktet Scyllarus och familjen Scyllaridae. Inga underarter finns listade i Catalogue of Life.